# Congresso di Troppau
Il congresso di Troppau si tenne tra il 23 ottobre e il 17 dicembre 1820 ad Opava, il cui nome tedesco è Troppau.

## Storia
Convocato da Metternich, il Congresso di Troppau riunì le potenze della Santa Alleanza, in seguito ai moti insurrezionali napoletani avvenuti nel luglio dello stesso anno. Al congresso fu ribadito da Austria, Prussia e Russia il principio dell'intervento armato per ricondurre uno stato entro l'alleanza. Nella penisola italiana ciò venne realizzato dall'esercito austriaco.
Il congresso fu una conferenza della Quadruplice Alleanza (divenuta poi Quintuplice Alleanza), per discutere la maniera con cui reprimere la rivoluzione di Napoli del luglio 1820; nella conferenza il 19 novembre fu firmato il Protocollo di Troppau.
Il congresso si riunì il 20 ottobre 1820 a Opava, agli ordini dello Zar Alessandro I di Russia. Alessandro e Francesco II d'Austria  erano presenti di persona; il re Federico Guglielmo III di Prussia fu rappresentato dal principe ereditario (che divenne in seguito Federico Guglielmo IV). Le tre potenze orientali furono ulteriormente rappresentate dai loro ministri degli esteri: l'Austria dal principe Metternich, la Russia dal conte Giovanni Capodistria, la Prussia dal principe Hardenberg.
La Gran Bretagna obiettò, in principio, all'azione concordata contro i Liberali napoletani e non mandò pertanto nessun plenipotenziario, venendo rappresentata dal visconte Castlereagh, suo ambasciatore a Vienna. Anche la Francia non diede pieni poteri ai suoi rappresentanti, anche se la sua politica era molto meno definita. Quindi, sin dal principio del congresso, era chiaro che stava crescendo una divisione tra i poteri occidentali e orientali.
La nota caratteristica di questo congresso fu la sua natura intima e informale; il fattore determinante al suo termine fu la scoperta da parte di Metternich di non dover più temere nulla dal "giacobinismo" dell'imperatore Alessandro. In una conversazione informale durata tre ore presso la piccola locanda egli udì la confessione e la promessa dello zar di fare ammenda: "Aujourd'hui je deplore tout ce que j'ai dit et fait entre les annees 1814 et 1818 ... Dites-moi ce que vous voulez de moi. Je le ferai": Oggi io deploro ogni cosa che ho detto e fatto negli anni tra il 1814 e il 1818... Ditemi cosa volete da me. Lo farò.
Il fallimento di Metternich nel convertire Castlereagh alla sua causa era ora di secondaria importanza; essendo le potenze "libere" in accordo tra loro, era sicuro ignorare le opinioni di Francia e Gran Bretagna, i cui governi, per quanta buona volontà avessero, erano incatenati dall'avere forma costituzionale. In una serie di conferenze - nelle quali i rappresentanti di Francia e Gran Bretagna non furono ammessi, con la scusa che avevano soltanto il potere di "riportare", non di "decidere" - fu designato il famoso protocollo preliminare firmato da Austria, Russia e Prussia l'8 novembre.

## Protocollo di Troppau
La dichiarazione principale del "Protocollo di Troppau" è quella che segue:
"Gli stati, nei quali vi è stato un cambio di governo a causa di rivoluzioni, il risultato delle quali minaccia altri stati, ipso facto cessano di essere membri dell'Alleanza Europea e rimangono esclusi da essa fino a che la situazione non dà garanzie di ordine legale e stabilità. Se, a causa di queste alterazioni, un pericolo immediato minaccia altri stati, le potenze li obbligano, usando mezzi pacifici o le armi, a riportare lo stato colpevole in seno alla Grande Alleanza."
Nessuno sforzo fu fatto dalle potenze per dare effetto immediato ai principi enunciati nel protocollo; e subito dopo che fu ufficialmente annunciato, le conferenze furono aggiornate. Fu deciso di riprenderle al Congresso di Lubiana nel gennaio seguente.